# يوكو أميرة ميكاسا
يوكو أميرة ميكاسا (25 أكتوبر 1983) أحد أعضاء العائلة الإمبراطورية اليابانية والابنة الثانية لتوموهيتو أمير ميكاسا والأميرة توموهيتو أميرة ميكاسا (نوبيكو).